# حليمة بن بوزة
حليمة بن بوزة باحثة في العلوم الحيوية جزائرية.

## نبذة
تقضي بن بوزة ساعات طويلة يوميا في المخبر لاستكمال بحوثها على الأنماط الجينية لبعض المنتجات الزراعية بهدف توظيفها لاحقاً في علاج الأمراض المزمنة وأيضاً الأورام. إذ تعمل على دراسة مئات العينات التي تم جمعها من مناطق مختلفة في الجزائر وتوثيق صفاتها الجينية ويأتي اهتمام بن بوزة بهذا النوع من البحوث نتيجة لشهرة بلادها بإنتاج أنواع محددة من التمر والزيتون وفي ظل توقعات بارتفاع نسبة الإصابة بالسرطان في الجزائر من 44 ألف و 800 حالة إصابة بالسرطان عام 2016 إلى 62 ألف حالة في 2025، نتيجة لعوامل مختلفة منها اتباع نمط غذائي خاطيء، بحسب تصريحات حكومية.

## مناصب وإنجازات
لا يعتبر بحث بن بوزة الحالي لأول في سجل حياتها المهنية، إذ سبق لها إجراء العديد من البحوث في ذات المجال منحتها شهرة وجوائز دولية. فقد تم اختيارها من قبل وزارة الخارجية الأمريكية كمثال يحتذى به في مجال العلوم والتكنولوجيا في إطار برنامج المرأة والعلم، ويعتبر هذا البرنامج مبادرة عالمية أطلقتها وزارة خارجية الولايات المتحدة الأمريكية سنة 2010، لتشجيع ودعم الكفاءات العلمية والتكنولوجية النسوية في منطقة الشرق الأوسط وشمال إفريقيا. كما تم اختيارها عام 2016 من قبل "منتدى أينشتاين القادم" في العاصمة السنغالية داكار، من بين أفضل ست باحثات يساهمن في دفع عجلة العلوم في قارة إفريقية.

## الجوائز والتكريم
تلقت بن بوزة دعوة رسمية من قبل وزارة الزراعة الأميركية، التي كانت تشرف على دراسة مماثلة، بحيث ساهمت على تطوير هذا الشق من البذور والزراعة، وتلقت إشادة كبيرة لنتائجها التي عممت على كثير من المخابر والمعاهد الدراسية. وعلى الرغم من توفر فرصة لها للعمل البحثي هناك لكنها فضلت العودة لبلدها خاصة مع انعدام مثل هذه البحوث والدراسات بالجزائر في ذلك الوقت. كما رفضت بن بوزة عرضاً مغرياً لتولي منصب نائب المدير العام للمركز الدولي للزراعة بالمناطق الجافة بهيئة الأمم المتحدة، لذات السبب.
في عام 1996، حصلت على شهادة في الهندسة، تخصصها في الفصل، في جامعة باتنة.  حصلت على منحة من التعاون التقني البلجيكي، ذهبت إلى لييج وجامعتها للدراسات العليا في علم الوراثة والهندسة البيولوجية في Agro-Biotech Gembloux.  بعد إدارة مكافحة المخدرات، تسمح له منحة الدكتوراه التي يمنحها وزير الدولة البلجيكي للتعاون، بالاستمرار في Agro-Biotech Gembloux.  في عام 2004، حصلت على الدكتوراه مع أطروحة عن «علم الوراثة الجزيئي وتربية النبات».
في أبريل 2010، تم تعيينها مديرة لمركز قسنطينة لأبحاث التكنولوجيا الحيوية، وكانت مهمتها الرئيسية هي بدء إنشاء المركز وتنظيمه الإداري والفني والعلمي، ثم فتح كيانات بحثية أخرى عبر الدولة. تولت مهامها في مايو 2010.
في عام 2014، حصلت على جائزة أفضل عالمة نسائية في العالم العربي «المرأة في قاعة المشاهير العلمية» التي تمنحها وزارة الخارجية الأمريكية.